# Aragonska

Språkens utbredning i Aragonien (områden där aragonska talas är färgade rött). Kastilianska talas i hela regionen och katalanska i La Franja längst i öster (violett).

Aragonska (på aragonska: aragonés) är ett iberoromanskt språk som talas företrädesvis i den spanska regionen Aragonien. Aragonska talades tidigare över hela det aragonska riket men talas i dag endast av 11 000 personer i norra Aragonien.